# Décennie des Nations unies pour l’agriculture familiale

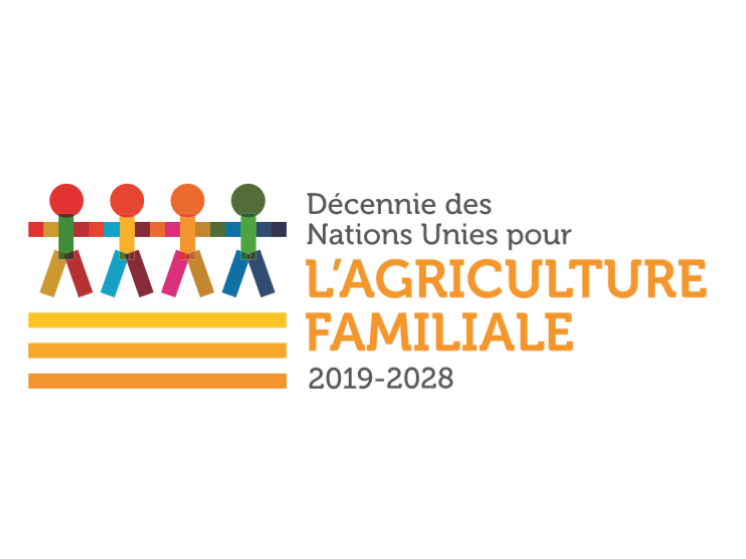
Logo de la Décennie des Nations unies pour l'agriculture familiale

Approuvée en décembre 2017, la Décennie des Nations unies pour l'agriculture familiale 2019-2028 a pour but de placer l’agriculture familiale au centre des politiques nationales et des investissements. En proclamant cette décennie, l’assemblée générale des Nations unies reconnaît ainsi l'important rôle de l’agriculture familiale dans la réduction de la pauvreté et dans l’amélioration du système alimentaire mondiale (Résolution A/RES/72/239). L'Organisation des Nations unies pour l'alimentation et l'agriculture (FAO) et le Fonds international de développement agricole (FIDA) en sont les organisations coordinatrices.

## Agriculture familiale
Bien qu’il n’y ait pas qu’une seule définition de l’agriculture familiale, on peut la définir comme « un moyen d’organiser l’agriculture, la foresterie, la pêche, la production pastorale et de l’aquaculture qui est géré et exploité par une famille et principalement dépendante sur le travail de la famille, y compris les femmes et les hommes. » Dans l’agriculture familiale, « la famille et la ferme sont liées, co-évoluent et combinent les fonctions économiques, environnementales, sociales et culturelles ».
L’agriculture familiale est l’une des formes les plus prédominantes de l’agriculture dans le monde entier, à la fois dans les pays en développement et dans les pays développés. En effet : 
- Il y a environ 500 millions de fermes familiales dans le monde, et elles représentent plus de 90 % de la totalité des fermes dans le monde.
- 80 % de la nourriture dans le monde est produit par les fermes agricoles.
- Plus de 90 % des exploitations agricoles sont gérées par un individu ou une famille et dépendent principalement de la main-d’œuvre familiale.
- La plupart des fermes familiales (environ 84 %) sont de moins de 2 hectares[3].

## Historique
Les Nations unies ont consacré l’année 2014, Année Internationale de l’agriculture familiale (AIAF). Compte tenu des résultats positifs de l’AIAF, et à la suite de l’initiative AIAF+ 10, l’assemblée générale des Nations unies a proclamé 2019-2028 Décennie des Nations unies pour l’agriculture familiale. La décennie a été lancée le 29 mai 2019.
Le comité de pilotage international (CPI) de la Décennie des Nations unies pour l’agriculture familiale (DNUAF), composé de représentants d’États membres et d’organisations d’agriculteurs familiaux, a été mis en place pour superviser la mise en œuvre de la DNUAF. Le CPI de la DNUAF est appuyé par le secrétariat conjoint de la FAO et du FIDA.

## Objectifs
Cette Décennie de l'agriculture familiale représente une opportunité d’effectuer des changements positifs dans les systèmes de production alimentaire à l’échelle mondiale. En effet, l'agriculture familiale regorge de ressources pour apporter des solutions aux défis socio-économiques et environnementaux aujourd’hui. D’après la FAO, d'ici 2050, la production agricole mondiale devra augmenter d'environ 50 % afin de subvenir aux besoins de la population mondiale croissante. Les Nations unies considèrent que l'agriculture familiale constitue la solution à la fois pour assurer un système alimentaire durable et pour atteindre les objectifs de développement durable.
La DNUAF sert aux pays de cadre pour élaborer des politiques et des investissements publics afin de soutenir l’agriculture familiale et de contribuer à la réalisation des objectifs de développement durable des Nations unies.
Avec le soutien de programmes et politiques adaptés, les agriculteurs familiaux peuvent alors optimiser leur potentiel et remédier à l’échec de notre système alimentaire mondial qui, « tout en produisant suffisamment de nourriture pour tous, gaspille encore aujourd’hui un tiers de la nourriture produite tout en se révélant incapable de faire reculer la famine et la malnutrition sous ses différents aspects, et creuse même les inégalités sociales ».

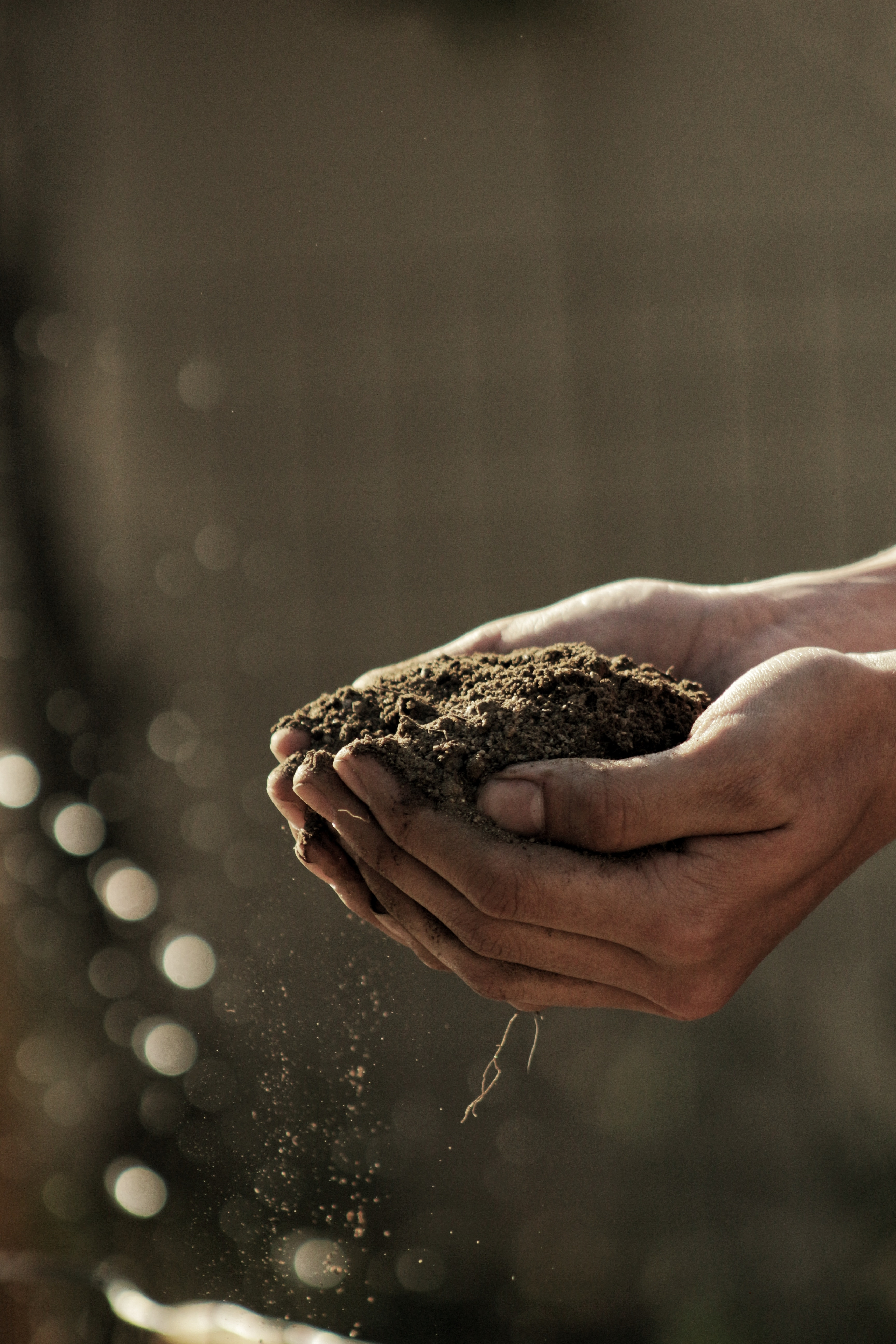

### Objectifs de développement durable
Depuis le lancement des Objectifs de développement durable, de nombreux pays ont relevé le défi en faisant des efforts pour atteindre les objectifs. Cependant, il demeure de nombreux obstacles qui freinent l’aboutissement des objectifs pour l’année 2030. On peut citer notamment, les nombreux conflits, l’urbanisation rapide, la limitation des ressources et aussi le changement climatique. La pauvreté et la famine représentent des défis constants et près de 80 % des individus pauvres et souffrant d’insécurité alimentaire dépendent essentiellement de la production agricole.
Les Nations unies considèrent que les ODDs peuvent être réalisé à travers l’agriculture familiale. Investir dans l'agriculture familiale permet par exemple: d''assurer la sécurité alimentaire et une nutrition variée et durable. L'agriculture familiale peut aussi assurer une production agricole suffisante pour la population croissante, préserver la biodiversité et trouver des moyens de production pouvant résister aux changements climatiques. C'est aussi une opportunité de réduire les inégalités en générant du revenu et des opportunités pour les hommes, les femmes et aussi les jeunes.
« Un monde où des systèmes alimentaires et agricoles variés, sains et durables s’épanouissent, où les communautés rurales et urbaines résilientes jouissent d’une grande qualité de vie dans la dignité, l’équité, à l’abri de la faim et de la pauvreté. »
— FAO and IFAD, Énoncé de vision de la Décennie pour l’agriculture familiale

## Plan d’action global de la Décennie des Nations Unies pour l’agriculture familiale
Le Plan d’action mondial de la Décennie des Nations unies pour l’agriculture familiale (2019-2028) rédigé par le secrétariat conjoint de la FAO et du FIDA, constitue l’aboutissement concret d’un processus de consultation mondiale auquel ont participé des représentants de différents pays, des agriculteurs familiaux, de la société civile et d’autres acteurs. Il se concentre sur sept piliers :
- Pilier 1. Développer un environnement politique qui favorise le renforcement de l’agriculture familiale ;
- Pilier 2. Transversal. Soutenir les jeunes et veiller à ce que l’agriculture familiale s’inscrive à travers les générations ;
- Pilier 3. Transversal. Promouvoir l’égalité des sexes dans l’agriculture familiale et le rôle de leadership des femmes rurales ;
- Pilier 4. Renforcer les organisations et les capacités des agriculteurs familiaux à générer des connaissances, à représenter les exploitants et à fournir des services inclusifs dans le continuum urbain-rural ;
- Pilier 5. Améliorer l’inclusion socio-économique, la résilience et le bien-être des agriculteurs familiaux, des ménages et des communautés dans les milieux ruraux ;
- Pilier 6. Encourager la durabilité de l’agriculture familiale pour des systèmes alimentaires résilients face au climat ;
- Pilier 7. Renforcer la multi-dimensionnalité de l’agriculture familiale pour promouvoir des innovations sociales qui contribuent au développement des territoires et des systèmes alimentaires qui préservent la biodiversité, l’environnement et la culture[7].

## Plateforme de connaissances sur l'agriculture familiale
La Plateforme de connaissances sur l'agriculture familiale rassemble des informations numérisées de qualité sur l'agriculture familiale venant du monde entier, y compris des lois et réglementations nationales, des politiques publiques, des pratiques exemplaires, des données et statistiques pertinentes, des recherches, des articles et des publications. Elle donne accès aux informations internationales, régionales et nationales relatives aux questions relatives à l’agriculture familiale ; la Plateforme intègre et systématise les informations existantes pour mieux informer et fournir une assistance basée sur les connaissances aux décideurs, aux organisations d’agriculteurs familiaux, aux experts du développement, ainsi qu’aux parties prenantes sur le terrain et niveau local.